# Ат-Такфир ва-ль-Хиджра
Ат-Такфи́р ва-ль-Хи́джра (араб. التكفير والهجرة‎, at-Takfīr wa-l-Hiǧra) — египетская радикальная такфиритская организация, основанная Али Абдухом Исмаилом, а затем возглавленная Шукри Мустафой.

## Название
Название «ат-Такфир ва-ль-Хиджра», данное этой группировке спецслужбами Египта и СМИ, в переводе с арабского означает «Обвинение в неверии (такфир) и переселение (хиджра)», что отражает основные принципы организации — неприятие современного «неверного» общества и повторение исхода мусульман под руководством Мухаммеда из языческой Мекки в Медину. Сами члены этой группы называли себя «Джамаат аль-муслимин» — «Общество мусульман».

## История
Изначально мирная организация «Общество мусульман», позже ставшая известной под названием «ат-Такфир ва-ль-Хиджра», возникла в Египте в 1970-е годы. Её основал молодой египтянин Али Абдух Исмаил, выпускник университета Аль-Азхар. Член «Братьев-мусульман» Шукри Мустафа (1942—1978), с которым Али познакомился во время отбывания наказания в тюрьме Абу Заабал, покинул «Братьев» и присоединился к «Обществу мусульман».
После того, как радикальные взгляды Сейида Кутба (1906—1966) были осуждены мусульманскими богословами (и Али Исмаил, и Шукри Мустафа зачитывались книгой Кутба «Вехи на пути»), основатель покинул «Общество мусульман» и новым лидером организации стал Шукри Мустафа.
К 1976 году количество членов «Общества», которых полиция посчитала безобидными чудаками и маргиналами, достигло 2 тысяч мужчин и женщин. В тот же год египетским властям начали поступать жалобы от людей, чьи родственники вступали в ряды организации и обрывали всякие связи со своими семьями. Некоторые члены «Общества», покинувшие организацию, были объявлены Шукри Мустафой «отступниками» и «неверными». Он отправил своих сторонников устроить облаву на «отступников» и вернуть их обратно. Полиция вмешалась в ситуацию и арестовала 40 членов «Общества».
Как реакция на репрессивные меры со стороны египетской полиции, в середине 1970-х годов члены «ат-Такфир ва-ль-Хиджра» стали прибегать к насилию. В 1977 году члены «ат-Такфир ва-ль-Хиджра» напали на каирские ночные клубы. В том же году сторонники Шукри Мустафы захватили в заложники бывшего египетского министра по делам религии Мухаммеда Хусейна ад-Дахаби и убили его после отказа освободить своих сторонников из тюрем (по словам некоторых участников группировки, ад-Дахаби убили полицейские, чтобы оправдать суровые меры в их отношении, что звучит не совсем правдоподобно, учитывая прежние заявления от имени группы с угрозами казнить бывшего министра).
Около 400 такфиристов были арестованы после стычки с представителями спецслужб. Пять лидеров организации, в том числе Мустафа Шукри, были казнены в марте 1978 года. После этого организация распалась, часть бывших членов влилась в состав Египетского исламского джихада.

## Идеология
Шукри Мустафа написал книгу «Китаб аль-хилафа» («Книга халифата»), в которой заметно сильное влияние идей Сейида Кутба (см. англ. Qutbism). Учение Шукри, основанное на поверхностной интерпретации священных текстов, гласило, что весь мир впал в джахилию (первобытное невежество), ибо не осталось «истинных» мусульман, конечно же, за исключением его последователей. Все представители мусульманского мира были объявлены «неверными», а для ставших неверными шариат предполагает только одно наказание — смерть. Следуя примеру пророка Мухаммеда, который покинул языческую Мекку и переселился в Медину, Мустафа Шукри разместил своих последователей в пещерах Верхнего Египта и коммунальных квартирах. Лидер такфиристов планировал увеличить число своих единомышленников и захватить с их помощью Египет, чтобы сместить «джахилию» и установить «истинный» ислам.

## Влияние
Идеи Шукри Мустафы были восприняты основателем нигерийской экстремистской группировки Боко харам, Мохаммедом Юсуфом.